# Galatellomyia asiatica
Galatellomyia asiatica är en tvåvingeart som beskrevs av Fedotova 2003. Galatellomyia asiatica ingår i släktet Galatellomyia och familjen gallmyggor. Inga underarter finns listade i Catalogue of Life.